# 三浦大輔 (作家)
三浦 大輔（みうら だいすけ、1975年12月12日 - ）は、日本の劇作家、演出家、映画監督。劇団「ポツドール」主宰者。マッシュ所属。北海道苫小牧市出身。

## 経歴・人物
北海道室蘭栄高等学校理数科、早稲田大学第二文学部卒業。
中高生時代は野島伸司などのトレンディドラマに熱中した。1996年、早稲田大学演劇倶楽部10期生を母体にして演劇ユニットポツドールを結成。ドキュメンタリーやリアリティショーの手法を取り入れ、性風俗などの過激なテーマをリアルな会話劇で描くスタイルを完成させ、「セミドキュメント」と称される。代表作に自ら映画化もした『愛の渦』、その他『騎士クラブ』『身体検査』『メイク・ラブ』『熱帯ビデオ』のセミドキュメント4部作などがある。
役者を極限まで追い込む程の厳しい演出を行う事で知られる。例として舞台「裏切りの街」に出演した田中圭は稽古初日から三浦に辛辣な言葉を浴びせられ続け稽古中に大泣きしてしまい、冗談交じりではあるが「次にお話（オファー）が来たら断る」と語った程である。一方で「（三浦と出会って）ちゃんと自分の芝居と向き合えたというか。芝居の質がいい意味で絶対変わったなっていうのも、その後の作品を自分で観て思ったこともあった」と肯定的な発言もしている。また、映画「愛の渦」で主演を務めた池松壮亮は三浦について「すごく純粋で心がキレイな人なので、その人なりの人間の描き方、家族の描き方をしてくれる」「あまりお芝居を信用していないけど、人間のことはすごく信じている」などと評した他、「『愛の渦』という1本がなかったら、僕はいまこの位置にいなかったかも。引き上げてくれたという思いがある」と述懐している。

## 受賞歴
- 2000年、日本インターネット演劇大賞新人公演賞受賞
- 2003年、『はつこい』で第25回ぴあフィルムフェスティバル審査員特別賞受賞
- 2004年、『激情』で日本インターネット演劇大賞最優秀演劇公演賞受賞
- 2006年、『愛の渦』で第50回岸田國士戯曲賞受賞

## 上演作品

### 作・演出
- 『ブサイク〜劣等感を抱きしめて!〜』1996年
- 『ウラミマス〜アナタは動物〜』1997年、早稲田大学演劇フェスティバル
- 『しあわせ花〜不幸なアナタへ〜』1998年
- 『妻ぜめ〜welcome to the [dokata] world〜』1999年
- 『騎士クラブ〜涙のピンク映画撮影会〜』2000年
- 『身体検査〜恥ずかしいけど、知ってほしい〜』2001年
- 『メイク・ラブ〜ラブホテル完全生中継!〜』2001年
- 『熱帯ビデオ〜燃えてメイキング!!〜』2002年
- 『男の夢』2002年
- 『激情』2004年
- 『ANIMAL』2004年
- 『愛の渦』2005年
- 『夢の城』2006年
- 『恋の渦』2006年
- 『人間♥失格』2007年 原案：太宰治
- 『裏切りの街』2010年
- 『おしまいのとき』2011年
- 『母に欲す』2014年
- 『娼年』[4] 2016年 原作：石田衣良
- 『そして僕は途方に暮れる』2018年
- 『物語なき、この世界。』2021年
- 『ハザカイキ』2024年[5]

### 演出
- 『S高原から』2005年、平田オリザ作
- 『ザ・シェイプ・オブ・シングス〜モノノカタチ〜』（2011年、ニール・ラビュート作）
- 『ストリッパー物語』 （2013年7月10日～7月28日、作・つかこうへい）
- 『禁断の裸体』（2015年、作：ネルソン・ロドリゲス）

## 戯曲
- 『愛の渦』白水社、2006年
- 「人間♥失格」（『せりふの時代』小学館、2007年秋号 掲載）

## 監督・脚本映画
- はつこい（2003年） - 監督・脚本
- ソウルトレイン（2006年） - 監督・脚本
- ボーイズ・オン・ザ・ラン（2010年） - 監督・脚本
- 愛の渦（2014年） - 原作・監督・脚本
- 何者（2016年） - 監督・脚本
- 裏切りの街（2016年） - 原作・監督・脚本
- 娼年（2018年） - 監督・脚本[6]
- そして僕は途方に暮れる（2023年） - 原作・監督・脚本

## 映像化作品

### テレビドラマ化
- 劇団演技者。「激情」（2004年、フジテレビ系）
- 劇団演技者。「男の夢」（2006年、フジテレビ系）

### 映画化
- 恋の渦（2012年）
- 愛の渦（2014年）
- 何者（2016年）
- 娼年（2018年）
- そして僕は途方に暮れる（2023年）

### テレビ番組
- 人間の証（2019年、フジテレビ）